# Alberto Ferreiro
Alberto Ferreiro (Madrid, 8 de marzo de 1983) es un actor español.

## Biografía
Alberto Ferreiro Gómez nació en Madrid el 8 de marzo de 1983. Para poder seguir sus pasos, Ferreiro se forma en las clases de Juan Carlos Corazza.
En 2000 debuta en El otro barrio, la adaptación de Salvador García Ruiz de la novela de Elvira Lindo. En ella encarna a Aníbal, el mejor amigo del protagonista, un joven marginal, débil, y parlanchín papel que Ferreiro retoma varias veces en su carrera. A este título le sigue Más pena que gloria (2000), el retrato de la vida solitaria de los adolescentes, donde vuelve a componer esa clase de rol. La cinta le sirve en parte para contactar con la familia Trueba a través del guionista del filme, Jonás "Groucho" Trueba. Ambos filmes se estrenan en otoño y por el primero el actor obtiene una mención especial -compartida con Jorge Alcázar y el director- en el Festival de Cine de San Sebastián. Al año siguiente acomete otro rol en Salvajes (2001), donde se efectúa una radiografía sobre una juventud desamparada. En la película Ferreiro interpreta a Raúl, un skinhead.
A través de intervenciones esporádicas en televisión en series como Un lugar en el mundo (2003) y Mis adorables vecinos que le permitan acceder a filmes que gozan de una mayor difusión. Entre ellos destaca  Noviembre (2003), el homenaje que el director Achero Mañas hizo a una generación de actores vanguardistas que luchaban por cambiar el mundo, en la que Ferreiro interpreta a Alejandro, el hermano del protagonista (Alfredo: Óscar Jaenada), un joven que ha entrado en coma. A este título le sigue Soldados de Salamina, la adaptación de la novela de Javier Cercas a cargo de David Trueba, en la que se pone en la piel del republicano Miralles, un miliciano que salva la vida al falangista Rafael Sánchez Mazas, y que baila Suspiros de España bajo una lluvia incesante.
En 2004 alcanza el rango de coprotagonista en el cortometraje Física II, dirigida por Daniel Sánchez Arévalo. En ella interpreta a Israel, el mejor amigo de Jorge (Jorge Monje), el hijo de un portero que aspira a que este le suceda en el cargo; y que con su vecino se dedica a robar en un supermercado. En ella vuelve a reincidir en el perfil de joven marginal y cuya homosexualidad se revelará en el adaptación del cortometraje, AzulOscuroCasiNegro, en la que no puede repetir el papel por problemas de fechas. A pesar de ello Ferreiro gana el Premio al Mejor Actor de cortometrajes en el Festival de Málaga. A raíz de la buena acogida del corto, Ferreiro empieza a responder entrevistas en las que denuncia el difícil acceso al mercado laboral cinematográfico.
A pesar de sus quejas, Pedro Almodóvar confía en él en La mala educación para encarnar a un joven que se reencuentra con su novio de crío, interpretado por Gael García Bernal. Acto seguido rueda Princesas, de Fernando León de Aranoa, en la que defiende el papel de enfermero voluntaria que requiere los servicios de unas prostitutas a las que verá obligado a conocer. Su breve cometido en estas últimas le deja tiempo para protagonizar el cortometraje Siempre quise trabajar en una fábrica (2005), donde interpreta a un chico que debe empezar a planear su vida, ya concluida su adolescencia. 
Dos trabajos en ese mismo año consolidan su trayectoria. El primero es Segundo asalto, donde se pone en la piel de "Dienteputo", un yonki, mejor amigo de un boxeador llamado Ángel (Álex González): otro ser marginal, que mantiene malas relaciones con su padre, y que se convierte atracador gracias a su relación de Ángel; profesión que le cuesta la vida. 
El estreno de la cinta coincide con las primeras emisiones de Los hombres de Paco, en el que interpreta a Coque, el hijo de la dueña de un bar (Bernarda: Neus Asensi), un chico problemático, rebelde y bastante conflictivo muy apegado a la figura materna.
En 2006 estrena La bicicleta en el Festival de Málaga el día que ETA anuncia el alto el fuego. Ferreiro interpreta a Luis, un joven que se opone a los planes urbanísticos de Valencia y defiende el empleo de la biclicleta como transporte principal en la ciudad. Realizando tales actividades se enamora de Julia (Bárbara Lennie), la misma chica que le gusta a su amigo Santi (Javier Pereira), con quien ella termina iniciando una relación. 
En 2007 estrenó Mujeres en el parque y Las 13 rosas, donde encarnó a un miliciano fusilado.
El 6 de marzo de 2008 se estrenó la serie de Televisión Española La Señora, que protagoniza junto Rodolfo Sancho, Adriana Ugarte y Lucía Jiménez entre otros.
Su último trabajo ha sido en la película Amanecer de un sueño, del director Valenciano Freddy Mas Franqueza, donde ha compartido cartel con Héctor Alterio, Aroa Gimeno y Mónica López. Da vida a un joven llamado Marcel.

## Filmografía
- El otro barrio (2000), Salvador García Ruiz.[3]
- Más pena que gloria (2000), Víctor García León.[3]
- Salvajes (2001), Carlos Molinero.[3]
- Soldados de Salamina (2003), David Trueba.[3]
- Noviembre, Achero Mañas.
- La mala educación (2004), Pedro Almodóvar .... Enrique Serrano.[3]
- Segundo asalto (2005)[3]
- Princesas (2005), Fernando León de Aranoa[4]
- La bicicleta (2006)[3]
- Mujeres en el parque (2007)[3]
- Las 13 rosas (2007)[3]
- Amanecer de un sueño (2008) Freddy Mas Franqueza[3]

### Cortometrajes
- Nito (2003)
- Amar (2005)
- Siempre quise trabajar en una fábrica (2005)
- Física II (2004)
- Con quién sueña Berta? (2009)
- Adiós, muñeca de Hugo Sanz, producido por 29 letras (2009)

## Televisión
- Un lugar en el mundo (2003)
- Mis adorables vecinos (2004) (1x02)
- Los hombres de Paco (2005-2006)
- La Señora (2008)
- Ángel o demonio (2011)
- Arrayán (2012)
- Velvet (2014)
- La promesa (2023)

## Premios
Festival de San Sebastián
- Mención especial por su retrato de la juventud en El otro barrio (2000). Lo comparte con Jorge Alcázar y Salvador García Ruiz.

Festival de Málaga
- Mejor actor protagonista por el cortometraje Física II (2004).